# San Sebastiano da Po
San Sebastiano da Po là một đô thị ở tỉnh Torino trong vùng Piedmont, có vị trí cách khoảng 25 km về phía đông bắc của Torino, nước Ý. Tại thời điểm ngày 31 tháng 12 năm 2004, đô thị này có dân số 1.874 người và diện tích là 16,6 km².
Đô thị San Sebastiano da Po có các frazioni (các đơn vị trực thuộc, chủ yếu là các làng) Abate, Caserma, Colombaro Moriondo, Saronsella, và Villa.
San Sebastiano da Po giáp các đô thị: Chivasso, Verolengo, Lauriano, Castagneto Po, và Casalborgone.